# Purson

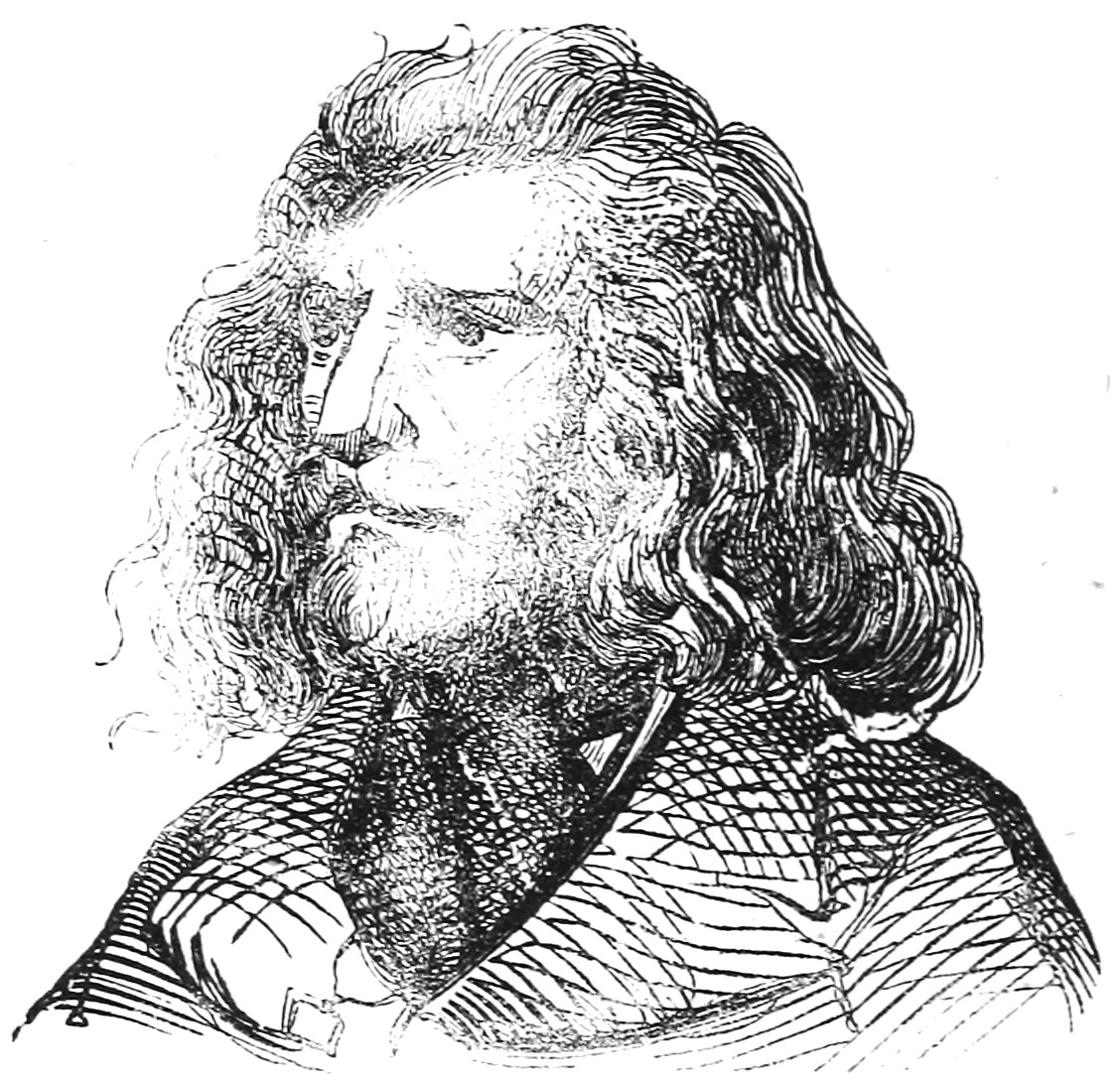
O Rei do Inferno Purson retratado na obra de Louis Breton e Collin de Plancy, Illustration du Dictionnaire infernal (1863)

Na demonologia, Purson é o Grande Rei do Inferno, sendo atendido e obedecido por vinte e duas legiões de demônios. Ele sabe das coisas ocultas, pode encontrar tesouros, e falar sobre acontecimentos do passado, presente e futuro.
Estando num corpo sob forma humana, ele responde de forma verdadeira, as respostas de todas as coisas secretas e divinas da Terra e da criação do mundo. Ele também traz bons familiares.

Purson é retratado como um homem com o rosto de um leão, transportando uma feroz víbora em sua mão, e cavalgando sobre um urso.
Outras ortografias: Curson, Pursan.